# Gonaxis usambarensis
Gonaxis usambarensis é uma espécie de gastrópode da família Streptaxidae.
É endémica da Tanzânia.